# Serie 304 de Renfe

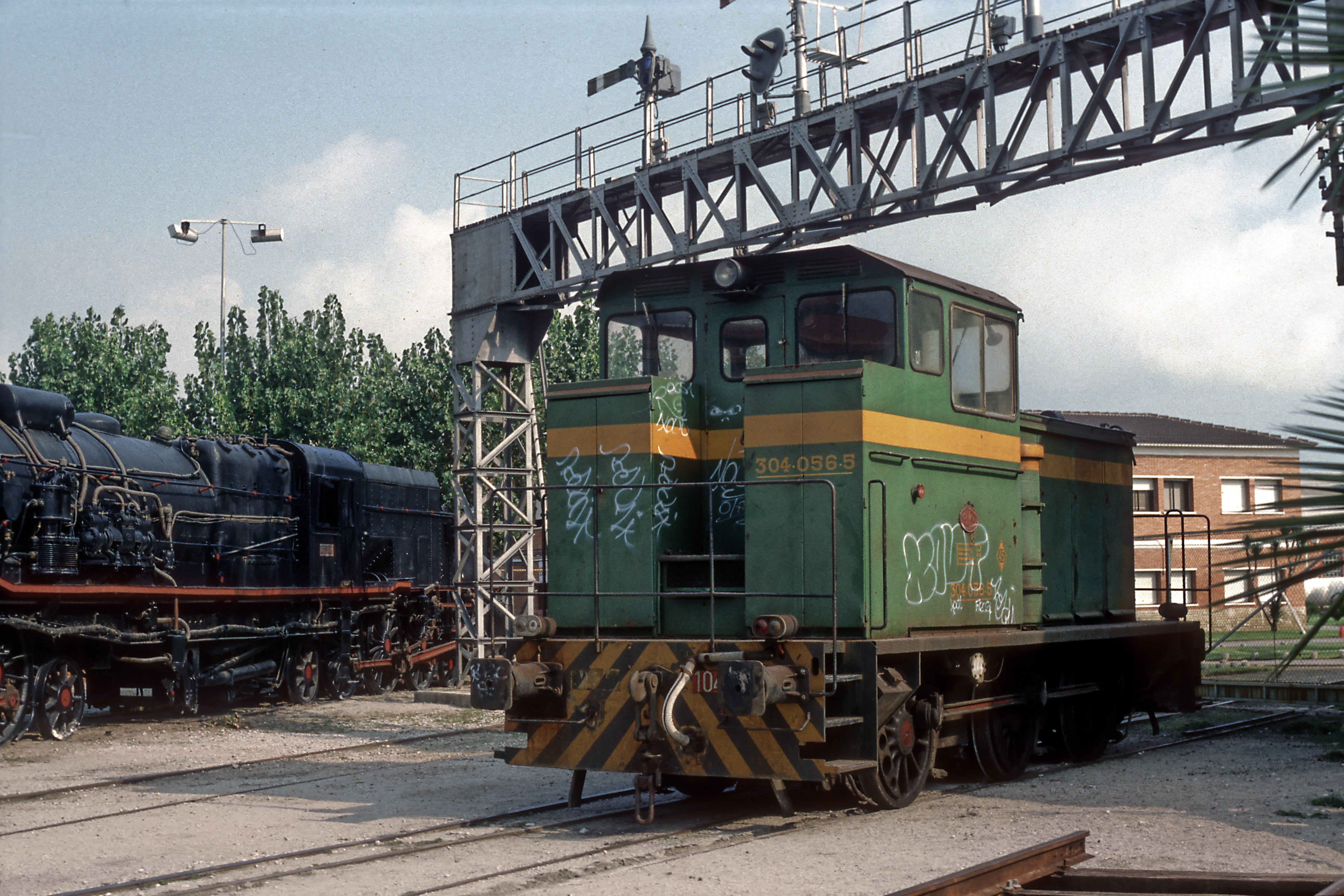
Tractor de maniobras 304.056 de RENFE

La serie 304 de RENFE es un conjunto de tractores de maniobras diésel-eléctrico (220 kW, 45 km/h) fabricado entre 1967 y 1977 por M.T.M. para la Red Nacional de los Ferrocarriles Españoles. 
Fue evolución de la anterior serie (303), con mayor potencia de motor diésel y nuevo diseño exterior. La transmisión eléctrica era la misma.
Potencia motor diésel: 400 CV
Potencia nominal tractor: 300 CV (220 kW)
Se construyeron 63 locomotoras de esta serie.
Toda la serie prestaba servicio en la 5º zona, excepto las siete primeras unidades, que estuvieron destacadas en el depósito de Valencia.